# Compliance
Compliance (pol. zgodność) – zapewnienie zgodności działalności z normami, zaleceniami lub stosownymi praktykami.
Celem systemu compliance w organizacji jest zapewnienie zgodności działania z prawem, jak również z innymi dobrowolnie przyjętymi normami postępowania, w celu zapobiegania stratom finansowym lub utracie reputacji. Wiele procedur compliance dotyczy działań antykorupcyjnych, podejmowania decyzji czy spraw korporacyjnych. Dzięki wdrożeniu i przestrzeganiu compliance w przedsiębiorstwie możliwe jest: 
- uniknięcie strat wizerunkowych,
- zwiększenie zaufanie do firmy ze strony akcjonariuszy i klientów,
- zmniejszenie ryzyka wynikającego z niedopatrzeń i niedostosowania się do nowych norm prawnych,
- uniknięcie odpowiedzialności karnej, cywilnej i karnoskarbowej[4].

W odniesieniu do przedsiębiorstw compliance oznacza taką organizację przedsiębiorstwa, poprzez stworzenie odpowiedniej struktury i stosowanie środków compliance, która zredukuje do możliwego minimum ryzyko wystąpienia w przedsiębiorstwie wszelkich nieprawidłowości, które mogłyby powstać wskutek działania przynależnych do niego osób lub partnerów handlowych, a polegających na złamaniu obowiązujących regulacji prawnych i ogólnych zasadach prawa, regulacji dobrowolnie przyjętych przez przedsiębiorstwo lub na działaniu niezgodnym z ogólnie przyjętymi standardami etyczno-moralnymi danego środowiska.